# Santo Stefano degli Ungheresi

Santo Stefano degli Ungheresi, även benämnd San Stefanino, Santo Stefano degli Unni och Santo Stefano Minore in Vaticano, var ungrarnas nationskyrka i Rom. Den revs 1776 för att ge plats åt Peterskyrkans nya sakristia.

## Historia
Kyrkan med kloster grundades förmodligen av påve Stefan II (752–757) och den helgades åt den helige protomartyren Stefanos. Kyrkans första dokumenterade omnämnande skedde dock under påve Leo III (795–816). Stefan I av Ungern kröntes av påve Silvester II år 1000 och förlänades klostret. Kungen lät restaurera klosterbyggnaden samt grundade ett college och ett härbärge för ungerska pilgrimer. Stefan helgonförklarades år 1083 och kyrkan återkonsekrerades åt honom under namnet Santo Stefano degli Ungheresi. Andra dokumenterade tillnamn är della Guglia och della Agulia, då kyrkan var belägen vid en obelisk som hade ställts upp av kejsar Caligula på en cirkus på Vatikanska kullen. (Denna obelisk flyttades 1586 till Petersplatsens mitt.) Guglia och Agulia är etymologiska förvrängningar av ”acus Iulia”, det vill säga ”Julius nål”, vilket åsyftar obelisken.
Med tiden etablerades vid klostret Schola Hungarorum (ungefär ”ungerska institutionen”), vilken spelade en viktig roll i de diplomatiska relationerna mellan det medeltida Ungern och den Heliga Stolen. Den fungerade även som läroinstitution för ungerska präster och intellektuella som var bosatta i Rom. Vid klostret fanns även ett litet sjukhus, spannmålsmagasin, förrådslokaler och kvarnar.
Påve Innocentius III överlät år 1205 härbärget och kyrkan åt Peterskyrkans kapitel, vilket innebar att den ungerska administrationen hade upphört. I början av 1400-talet lät Sigismund av Luxemburg restaurera kyrkan och förlänade den åt franciskanbröder. Härbärget upprustades av Mattias Corvinus år 1497.
År 1453 övertog paulinorden kyrkan Santo Stefano Rotondo och i början av 1500-talet fick orden även ansvaret för Santo Stefano degli Ungheresi. Orden hade tidigare residerat vid San Salvatore in Onda. Vid den här tiden ingick lejonparten av Ungern i det ottomanska riket, och nyrekryteringen till paulinorden var svag. I slutet av 1600-talet återtogs den största delen av Ungern från turkarna och orden började ånyo att blomstra. Man etablerade sig då vid San Paolo Primo Eremita; numera innehar orden kyrkan Santi Urbano e Lorenzo a Prima Porta, belägen i distriktet Prima Porta i norra Rom.

### Rivning
Under 1500-talet byggdes Peterskyrkan om i renässansstil under ledning av bland andra Donato Bramante och Michelangelo. I samband med detta demolerades ett flertal byggnader, särskilt på basilikans södra sida, däribland Santa Petronilla. Santo Stefano-kyrkan skonades dock. År 1776 gav påve Pius VI arkitekten Carlo Marchionni i uppdrag att rita en ny sakristia åt Peterskyrkan. Santo Stefano exproprierades då och revs.

## Exteriör och interiör
Kyrkan var en liten basilika med mitt- och sidoskepp, men den saknade tvärskepp. Absiden var halvrund och åtta av interiörens tio kolonner var antika spoglia-kolonner av granit. Kyrkans högaltare hade en målning föreställande den helige Stefan av Ungern.

## Bilder

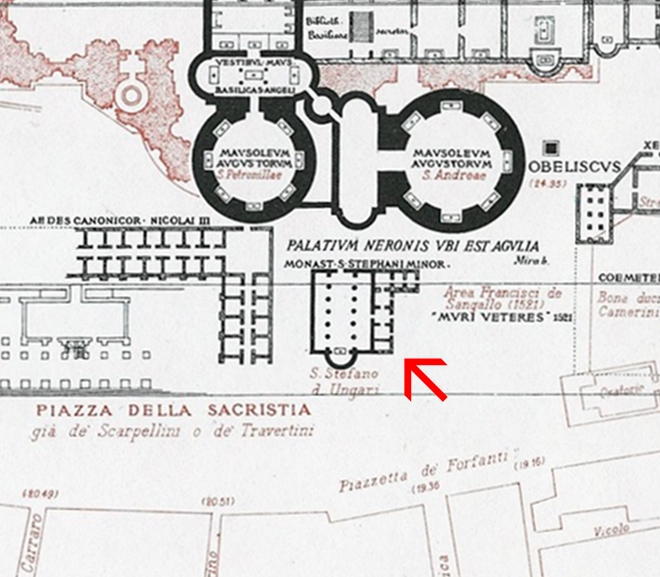
Santo Stefano degli Ungheresi (vid den röda pilen) på Rodolfo Lancianis Rom-karta från 1893–1901.
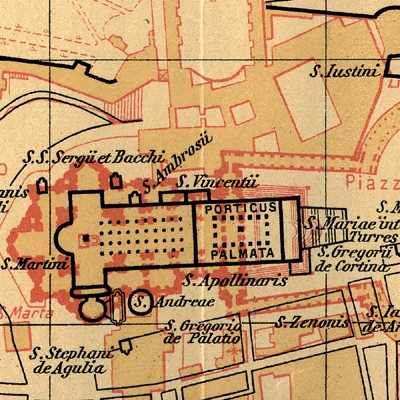
Santo Stefano degli Ungheresi, här benämnd S. Stephani de Agulia, (i bildens vänstra nederkant) på Christian Hülsens Rom-karta från 1927.
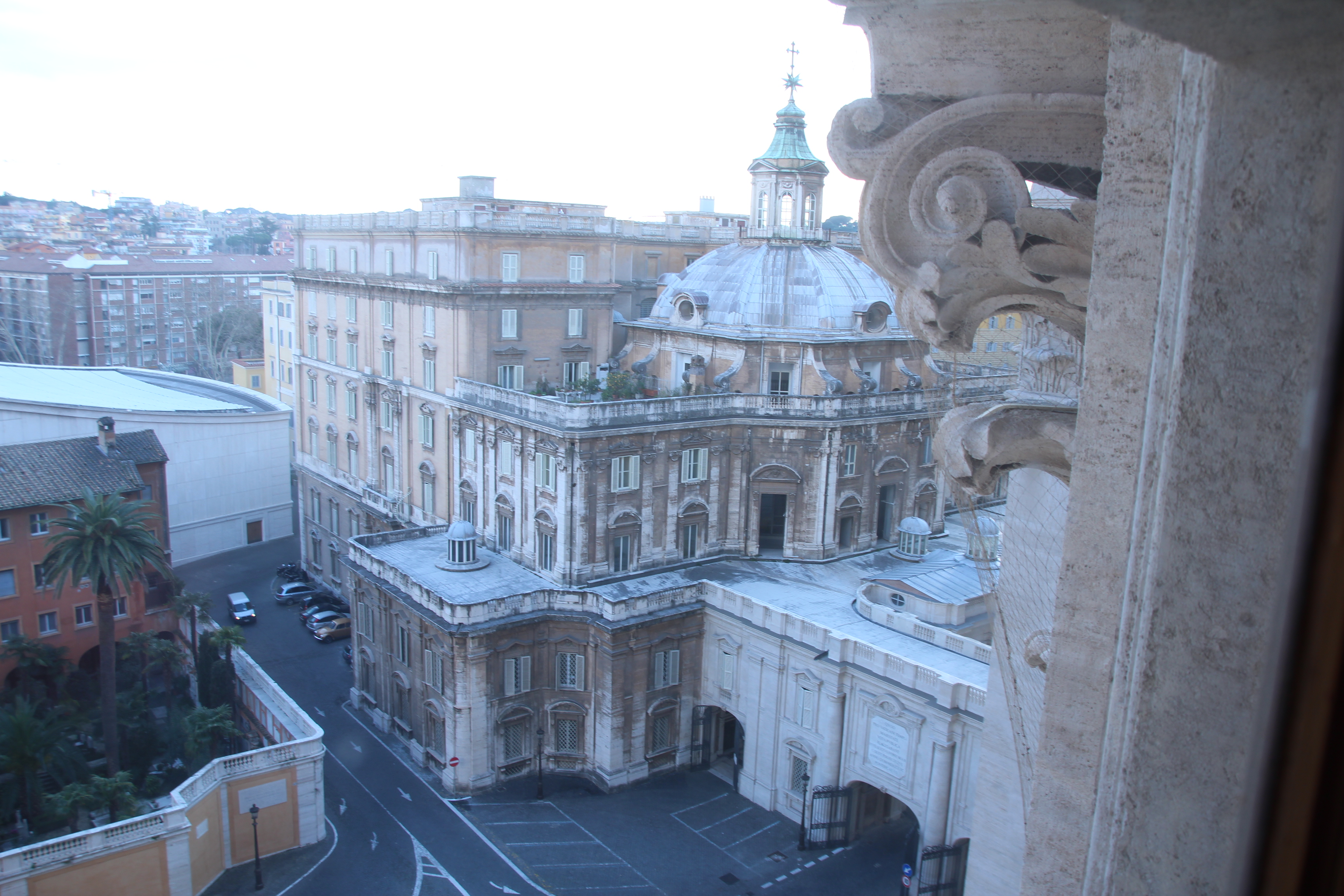
Peterskyrkans sakristia.